# Vengo (película)
Vengo es una película franco-española, alemana y japonesa estrenada en el año 2000 y dirigida por Tony Gatlif.

## Sinopsis
Caco es un hombre orgulloso y, sin embargo, frágil, dolido por la muerte accidental de su hija. El destino le volverá a golpear, porque su hermano, huyendo a Marruecos, mata a un miembro de la familia Caravaca. Estos últimos reclaman la deuda de sangre y, a pesar de los intentos de mediación de Caco, que no puede entregar a su hermano, deciden vengarse del hijo de este, un joven con parálisis cerebral bajo la protección de Caco. Para romper el círculo vicioso de la venganza, es Caco quien voluntariamente caminará hacia la muerte.

## Premios
- César a la mejor música escrita para una película, en 2001.[2]
- Étoiles d'Or (Estrellas de Oro) del Cine Francés para el compositor de música original de película francesa, en 2001.[3]